# آروی کالیپسو
آروی کالیپسو (به انگلیسی: RV Calypso) یک کشتی بود که طول آن ۱۳۹ فوت (۴۲ متر) بود. این کشتی در سال ۱۹۴۲ ساخته شد.